# アオハル
『アオハル』は、集英社が発行していた日本の不定期刊青年漫画雑誌。『週刊ヤングジャンプ』の増刊である。2010年11月30日創刊。「青春とヒロイン」をテーマにし、作品は全て一話完結の読み切りで構成されていた。
2012年11月よりWeb版となる『アオハルオンラインbeta』を開設しWebコミック、楽曲、小説、グラビアを毎月更新で配信していたが、2014年4月3日に公開を終了した。

## 刊行巻
- アオハル 0号（2010年11月発売）
- アオハル 0.5号（2011年8月発売）
- アオハル sweet（2012年2月発売）
- アオハル bitter（2012年3月発売）
- アオハル 0.99号（2013年2月発売）
- アオハル 8/8（2013年9月20日号）